# Art abstrait

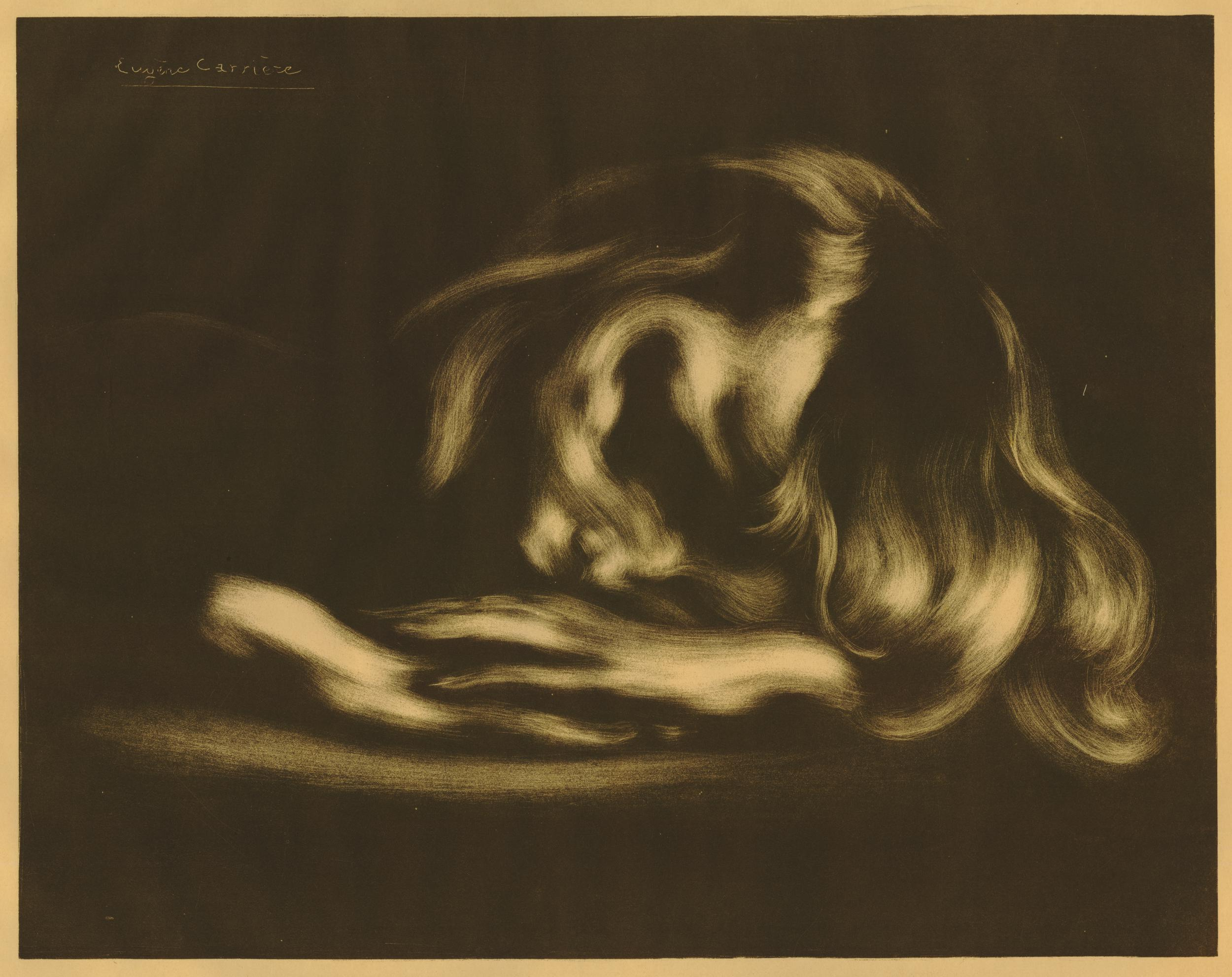
Eugène Carrière, Le Sommeil, lithographie (éditions A. Vollard, 1897).

Vassily Kandinsky, sans titre (Étude pour composition VII, Première abstraction), 1913 (datée de « 1910 »,), mine graphite, encre de Chine et aquarelle sur papier, Musée national d'Art moderne (MNAM), Paris.

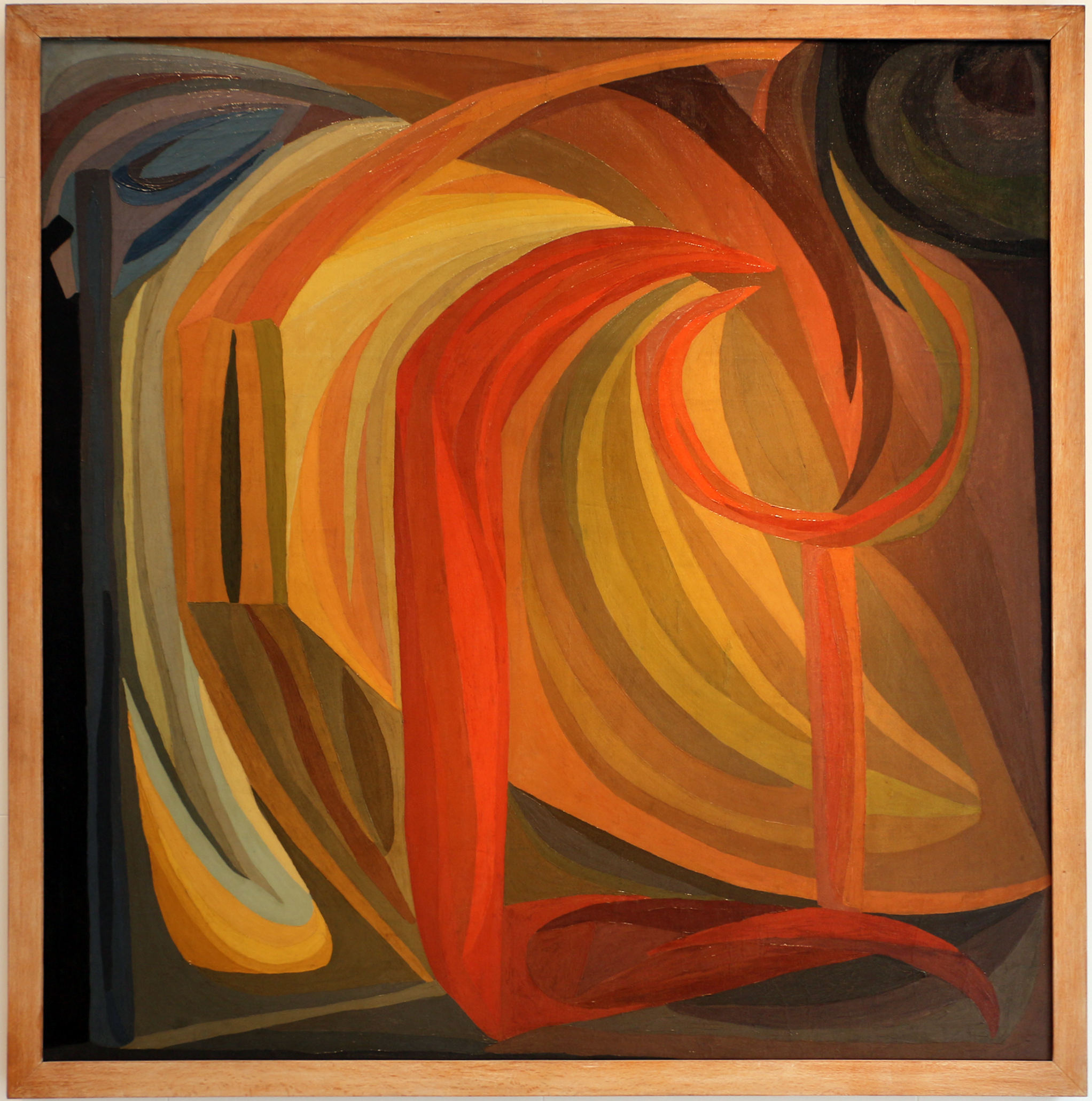
Otto Freundlich, Composition, 1911, huile sur toile, Musée d'art moderne de Paris.

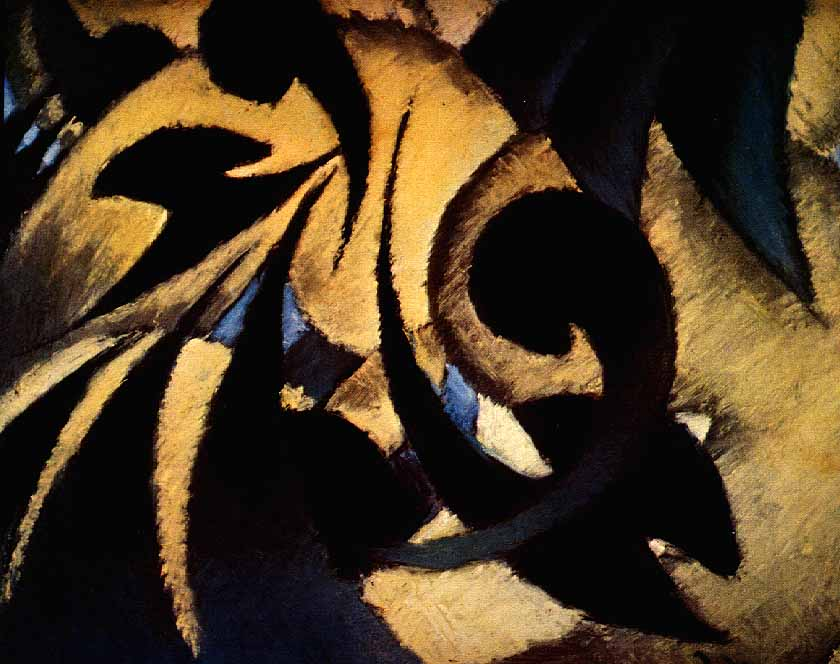
Arthur Dove, Nature Symbolized No.2, vers 1911, pastel sur papier sur isorel, Art Institute of Chicago, lequel fut à Paris entre 1907 et 1909, exposant avec les fauves.

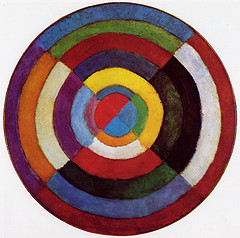
Robert Delaunay, Disque simultané, 1912, huile sur toile, collection particulière.

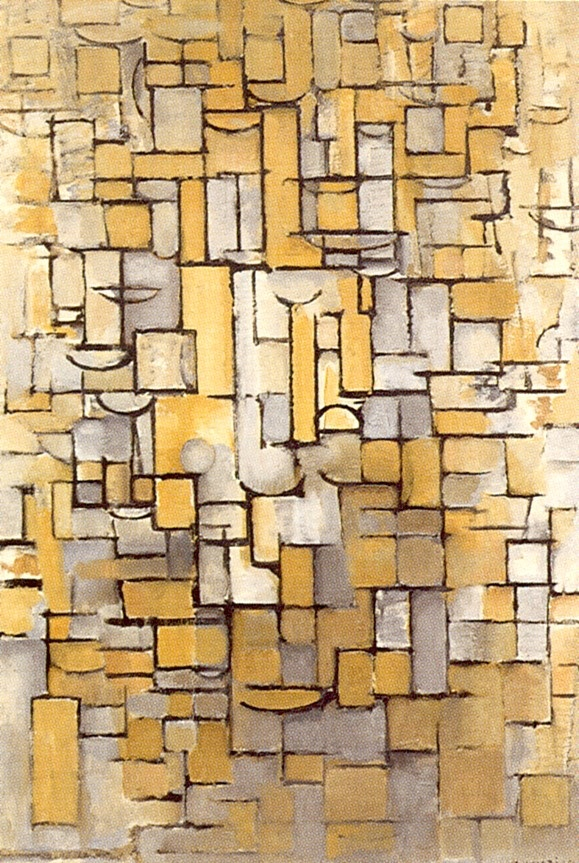
Piet Mondrian, Composition XIV (1913).

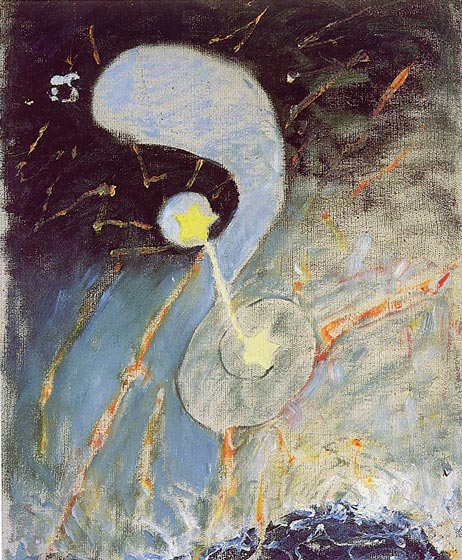
Hilma af Klint, Chaos, no 2, 1906.

L'art abstrait est un art qui tente de donner une contraction du réel ou encore d'en souligner les « déchirures » au lieu d'essayer de représenter « les apparences visibles du monde extérieur ».
L'art abstrait peut se passer de modèle et s'affranchit de la fidélité à la réalité visuelle et ainsi des créations plastiques mimétiques.
Il ne représente pas des sujets ou des objets du monde naturel, réel ou imaginaire, mais seulement des formes et des couleurs pour elles-mêmes.
C'est l'une des principales tendances qui se sont affirmées dans la peinture et la sculpture du XXe siècle,.

## Définitions
Selon l'historien et critique d'art Michel Ragon, l'abstrait ne se définit que par son histoire. Si Kandinsky s'est présenté comme le fondateur de la peinture abstraite (1910-1913), on peut citer d'autres précurseurs et notamment l'artiste suédoise Hilma af Klint qui s'est engagée dans la voie de l'abstraction dès 1906 ou le Lituanien d'origine russe Čiurlionis, qui a aussi contribué au mouvement abstrait vers 1906-1907 puis, à partir de 1910, Vladimir Baranov-Rossiné, František Kupka ou Otto Freundlich. Natalia Gontcharova, dont Guillaume Apollinaire montrait en 1914 les œuvres peintes de 1909 à 1911, les qualifiant de «rayonnisme», introduit des formes abstraites dans la figuration.
Michel Seuphor donne une définition de l'art abstrait assez prudente (en l'opposant à l'art figuratif), citée dans l'introduction du chapitre «Origines du développement de l'art abstrait» de Michel Ragon :
« J'appelle art abstrait tout art qui ne contient aucun rappel, aucune évocation de la réalité observée, que cette réalité soit, ou ne soit pas le point de départ de l'artiste. »

### L'abstraction et les autres mouvements artistiques
Dans les arts plastiques, l'art abstrait est une «langage visuel» né au XXe siècle. Il n'essaie pas de représenter « les apparences visibles du monde extérieur », mais tente de donner une contraction du réel ou encore d'en souligner les «déchirures». L'art abstrait peut se passer de modèle et s'affranchit de la fidélité à la réalité visuelle et ainsi des créations plastiques mimétiques. Il ne représente pas des sujets ou des objets du monde naturel, réel ou imaginaire, mais seulement des formes et des couleurs pour elles-mêmes.
Le peintre Vassily Kandinsky est considéré comme le fondateur de l'art abstrait. Il a peint sa première aquarelle abstraite Sans titre en 1913. Selon le philosophe Michel Henry ; « Kandinsky appelle abstrait le contenu que la peinture doit exprimer, soit cette vie invisible que nous sommes. » Jean-Philippe Breuille écrit: « On peut situer son origine aux environs de 1913 lorsque Vassily Kandinsky peint une aquarelle, conservée au Musée national d'Art moderne à Paris où toute référence au monde extérieur est délibérément supprimée. ». Néanmoins, elle est aussi supposée d'avoir été antidatée. 
Au début du XXe siècle, ce terme incluait aussi le cubisme ou le futurisme, mouvements dans lesquels il y a une volonté de représenter le monde réel, sans l'imiter ou le copier, mais plutôt en en montrant les qualités intrinsèques. On représente ce qu'on sait ou ce qu'on sent d'un objet plutôt que ce qu'on en voit.
L'art abstrait utilise un langage formel, pictural et linéaire pour créer une composition indépendante du rapport aux références visuelles existantes dans le monde sensible. L'art occidental a été, de la Renaissance jusqu'au milieu du XIXe siècle, sous-tendu par la logique de la perspective et une tentative de reproduire l'illusion de la réalité visible. La découverte et l'accès grandissant aux arts et cultures extérieurs à l'Europe ont insufflé d'autres modèles de description et permis une expérience visuelle de l'artiste libérée des contraintes de la représentation. Certains, suivant une mouvance impressionniste, se sont essayés à la déformation de caractères d'imprimerie moderne, voire de symboles Sanskrits. À la fin du XIXe siècle, de nombreux artistes ont ainsi estimé nécessaire de créer une nouvelle forme d'art assimilant les changements technologiques, scientifiques et philosophiques de leur temps. Les sources dont les artistes tirent leur arguments théoriques sont diverses et reflètent les préoccupations sociales et intellectuelles dans tous les domaines de la culture occidentale de cette époque.
L’abstraction indique un point de départ, une nouvelle représentation de la réalité et de l'imagerie dans l'art. Depuis le réalisme du début du XIXe siècle et l'apparition du daguerréotype, une représentation exacte du réel est réalisée. L'écart entre art et réalité, thème classique de la représentativité artistique, a traversé le miroir de l'exactitude visuelle. L’abstraction s'inscrit dans cette continuité, cette constante recherche d'une représentation juste du réel. Elle se veut une réponse à ces nouvelles formes récemment apparues, considérées malgré leur exactitude technique comme partiales, incomplètes. L'idée de sublimation de la réalité disparaît au profit d'une abstraction extérieure à sa représentation tangible, l'art ne vise plus la vraisemblance la plus grande, le réalisme le plus exact, car il peut être supplanté, résumé, au moins théoriquement par les nouvelles formes de représentation automatisée, puisqu'une représentation parfaite est susceptible d'être extrêmement difficile à atteindre. Le travail artistique prend des libertés, en modifiant par exemple la couleur et la forme d'une manière qui soit visible et contenue dans une essence concise qui peut être appelée « abstraite ». La résultante ne comporte plus les traces de l'abstraction, les références et le reconnaissable disparaissent au profit des effets visibles, des formes géométriques, des lignes épurées ou foisonnantes, des couleurs uniques ou mêlées. Ainsi, l'abstraction géométrique ne conserve aucune des références naturelles et réalistes des entités présentées. Art figuratif et Abstraction totale sont presque incompatibles, à ceci près que la représentation figurative (ou art réaliste) contient souvent une abstraction partielle.
L'abstraction géométrique et l'abstraction lyrique sont le plus souvent totalement abstraites. Parmi les très nombreux mouvements artistiques pré-abstraction, ceux qui incarnent une part substantielle et notable d'abstraction sont le fauvisme, pour son usage des couleurs, clairement et délibérément altérées par rapport à la réalité, et le cubisme, qui modifie de façon flagrante les formes de la vie réelle. Enfin le futurisme, dans sa volonté de dé-figurer le réel par le dynamisme et le cinétisme, parvient à un art abstrait, notamment avec Giacomo Balla[réf. nécessaire].

## Historique

### Aux origines de l'abstraction

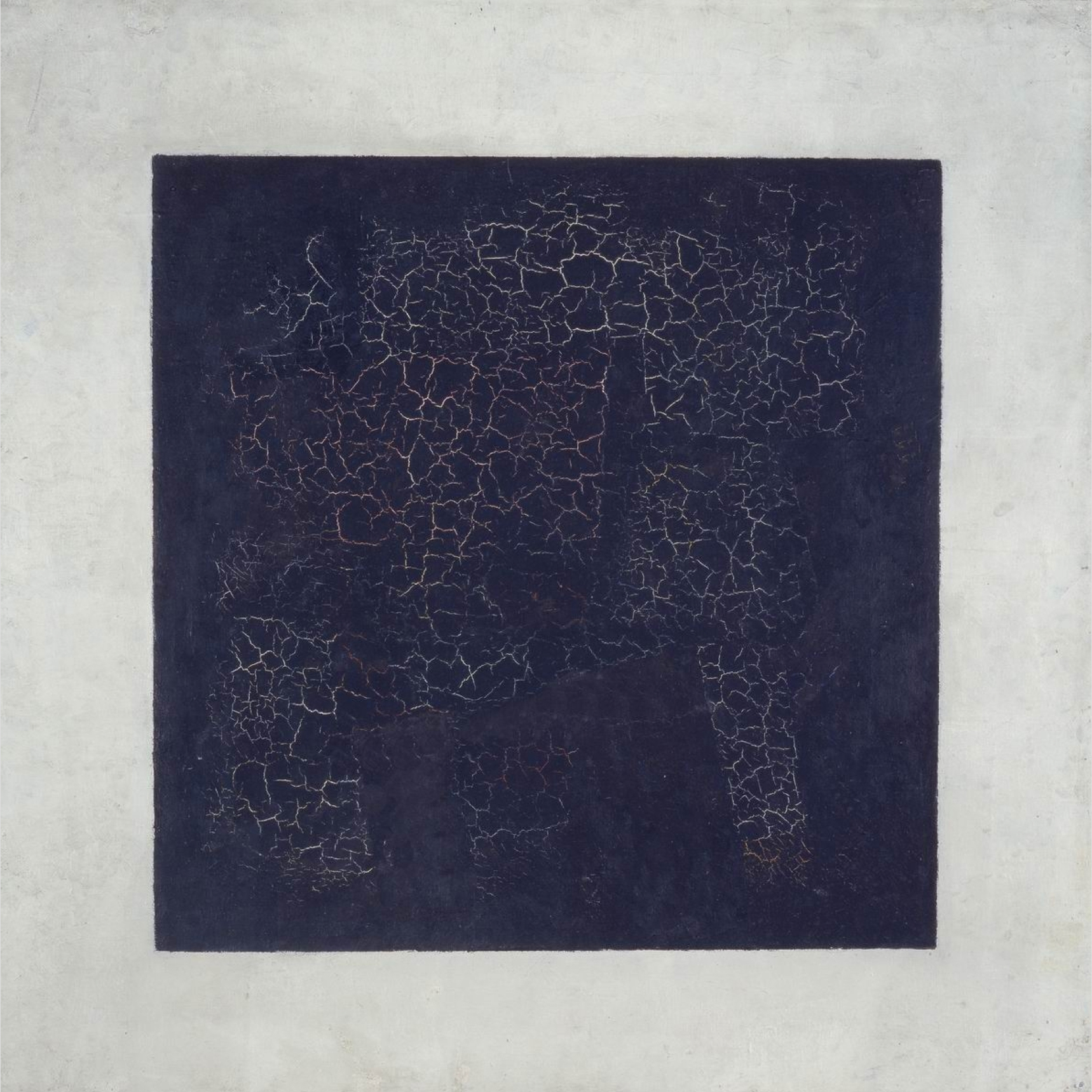
Kasimir Malevitch, Carré noir sur fond blanc, 1915, huile sur toile, Galerie Tretiakov, Moscou.

En 1907, Wilhelm Worringer avait fait paraître à Munich un ouvrage, Abstraktion und Einfühlung (Abstraction et « empathie »), où il définissait le concept d'« Einfühlung » associé à l'art : un état d'âme dominé par l'angoisse, qui se traduit, dans le domaine de l'art, par une tendance à l'abstraction. L'évolution de la peinture de la sphère culturelle allemande aura sans doute préparé l'apparition de l'art abstrait : cette « tendance » soulignée par Worringer, et anticipée par Theodor Lipps, comprend des artistes comme Adolf Hoelzel, Hermann Obrist, Henry Van de Velde, ou August Endell, et peut également se lire chez les sécessionnistes viennois, où les formes géométriques prennent momentanément le dessus à partir de 1903, notamment chez Koloman Moser et Alfred Roller. 
Cependant, ce sont bien les fauves qui ont donné le ton, avec le triomphe de la couleur pure, et qui ont laissé entrevoir comment les objets perdent leur apparence réelle, ce qui allait conduire ensuite au cubisme. C'est ainsi que l'indépendance de la forme a rejoint celle de la couleur dès 1910.
Seul Kandinsky, accaparé par le groupe du Cavalier bleu, resta indifférent aux recherches cubistes et ne s'encombra pas de l'idée de forger un « mouvement abstrait », comme le firent Malévitch pour le suprématisme ou Piet Mondrian pour le néoplasticisme.
Entre 1905 et 1912, « l'abstraction jaillit presque au même moment en plusieurs endroits, sans que les artistes en aient eu connaissance », rappelle le critique Karl Ruhrberg. Un exemple de cela est le travail de Hilma af Klint : sans aucun contact avec les mouvements modernistes de l'époque en Europe centrale et occidentale, et par le biais d'inspiration spirituelle et théosophique, cette artiste suédoise peint ses premières œuvres abstraites déjà en 1906. 
Né en Europe, l'art abstrait se diffuse peu à peu aux États-Unis par le biais d'artistes comme Alfred Stieglitz qui promeut par exemple Arthur Dove, de marchands et collectionneurs d'art comme la famille Stein, Leo Castelli ou Sidney Janis. La première grande exposition d'art moderne à New York date de 1913, c'est l'Armory Show (International Exhibition of Modern Art), et elle eut un grand impact sur l'opinion. Cet art s'y autonomise avec le premier mouvement artistique américain, le synchromisme.

### Développement et influence des tendances abstraites
L’influence du développement de la science et de la technique propres à la peinture, sur l’évolution de l’art plastique est bien établie. De plus, l'invention puis l'évolution de la photographie au XIXe siècle libère la peinture de la représentation de la réalité.
Cependant, des domaines apparemment forts éloignés de la peinture ont aussi amené des modifications dans la position des artistes.
Ainsi, dans la seconde moitié du XIXe siècle, l’optique physiologique fait d’importants progrès sous l’impulsion de l’Allemand von Helmholz (1821-1894). Elle distingue deux étapes dans la vision : au niveau de l’œil, les rayons lumineux produisent une « impression » et ensuite les nerfs de la rétine les transmettent au cerveau où ils apparaissent sous forme de « sensations ».
Certains artistes sont influencés par ces nouvelles connaissances. Les « impressionnistes » avaient, eux, déjà tenté de rendre l’« impression » (la première étape) que leur faisait la nature. D’autres peintres vont reconnaître qu’il est vain d’essayer de restituer la nature sur une toile avec une objectivité totale. Car les « sensations » (la deuxième étape) viennent « perturber » le processus de création et elles apparaissent fort complexes. Elles ne sont pas un simple enregistrement passif d’informations de formes et de couleurs, mais impliquent des mécanismes neurologiques apportant d’autres résultats. Il va plus s’agir de rendre les résultats de l’introspection que de copier plus ou moins fidèlement les effets de la nature.
František Kupka (1871-1957), pionnier de l’abstraction en peinture, a rapidement saisi l’impact de cette nouvelle conception de la vision sur la finalité de l’art, jusqu’alors perçue comme une imitation de la nature. Les « sensations » du peintre s’inscrivent maintenant en priorité dans sa vision. Kupka s’intéresse à l’aspect psychophysique des couleurs: 
« il nous semble donc plus opportun de considérer et d’interroger les sensations de lumière, de caractère et de valeur différentes, en tant qu’elles suscitent en nous des états d’âme. »
On va parler de «l’œil solaire».
Les avancées dans un autre domaine scientifique, celui de la compréhension de la nature ondulatoire, à la fois de la lumière et du son, ouvrent également de nouvelles perspectives. Elle amène la mise au point par des chercheurs d’instruments de projection de lumière colorée. Ceux-ci sont utilisés avec accompagnement musical. L’un des inventeurs de cette « color music » (« musique chromatique », qui s’appellerait actuellement « son et lumière »), Wallace Rimington, écrit en 1895 : 
« En peinture, la couleur a seulement été utilisée comme l’un des éléments de l’image. Nous n’avons pas encore eu d’images dans lesquelles il n’y ait ni forme, ni sujet, mais seulement la pure couleur. »
Il écrit également :
« …En fait, il n’y a jamais eu d’art pur de la couleur ne s’occupant que de la couleur seule et ne se fiant seulement qu’à tous les changements subtils et merveilleux, ainsi qu’aux combinaisons dont la couleur est capable en tant que moyen de sa propre expression. »
À cette époque, ses concerts de « color music » eurent du succès. Il n’est donc pas étonnant de trouver un article publié en 1908 portant le titre « Les lois d’harmonie de la Peinture et de la Musique sont les mêmes » (Henri Rovel). Son contenu, dans l’esprit de la musique chromatique, aura une grande influence sur les peintres Kandinsky (1866-1944), Larionov (1881-1964) et à nouveau Kupka. Dans un autre article, Rovel confirme : « La vie est caractérisée par la vibration. Sans vibration, il n’y a pas de vie. Le monde entier est soumis à cette loi. »

### Naissance de l'abstraction
C'est à la même époque, en 1911, que le compositeur russe Scriabine (1872-1915), qui avait probablement connu Rimington[réf. nécessaire], présente sa symphonie Prométhée, le Poème du feu dont l'exécution nécessite la présence d'un clavier à couleurs dans l'orchestre. Scriabine voulait s'adresser à tous les sens de ses auditeurs pour leur donner la perception d'un monde en vibration constante.
En peinture, en adoptant cette nouvelle vision du monde, l'artiste ne va plus tenter de le reproduire en l'imitant. Il va surtout s'inspirer de ses sensations, visuelles et acoustiques, pour en donner une vision intérieure plus conforme aux nouvelles données scientifiques. Il faut rapprocher l'art du continuum vibratoire de la nature. Gauguin écrira : « Pensez à la part musicale que prendra désormais la couleur dans la peinture moderne. La couleur qui est vibration de même que la musique est à même d'atteindre ce qu'il y a de plus général et partant de plus vague dans la nature : sa force intérieure. » L'accent est donc mis sur une fonction émotionnelle de la couleur identique à la fonction émotionnelle de la musique. Ce sera « l'œil musical ».
Dans la même veine, d'autres chercheurs ont réussi à transposer en inscriptions graphiques les vibrations sonores. Les clichés qu'ils en ont tirés ont été publiés et certains seront utilisés par les artistes séduits par ces nouvelles perspectives. Les jalons de la peinture abstraite sont ainsi placés.
Jean-Louis Ferrier (critique et auteur de L'Aventure de l'art au XXe siècle) voit trois fondateurs à parts égales : 
- Vassily Kandinsky, véritable précurseur, qui écrit en 1910 dans son ouvrage Du Spirituel dans l'art, et dans la peinture en particulier, que l'idée de l'inutilité de la représentation lui a été soufflée par un de ses tableaux posé par erreur sur un côté, avec notamment ses peintures Composition V de 1911 (collection particulière)[22] et Avec l'Arc noir de 1912 (MNAM, Paris)[23] qu'il expose le 2 octobre 1912[23] à la galerie Der Sturm de Berlin ou certaines estampes à partir d'Improvisation 20 de 1911[24] ; tandis que son aquarelle datée de « 1910 » est maintenant considérée comme une étude pour Composition VII de 1913, l'artiste ayant lui-même déclaré que sa première œuvre abstraite datait de 1911 ;
- Piet Mondrian, qui après ses études colorées de parcs à huîtres en contre-jour de la mer et de dunes en 1909[25],[26], réduit ses études d'arbres, par dérivation progressive, à des structures géométriques abstraites, après Pommier en fleur de 1912 (musée d'Art de La Haye)[27],[28],[29] ;
- Kasimir Malevitch, qui a recherché la simplification extrême, aboutissant au fameux Carré noir sur fond blanc de 1915.

Il convient aussi d'ajouter :
- František Kupka, dont les toiles nocturnes, comme Le Premier pas de 1909-1910 (MoMA, New York), Chute de 1910 (MNAM, Paris)[30] ou Nocturne de 1910-1911 (MUMOK, Vienne)[31], suivent également ses recherches sur la couleur et annoncent le passage à l'abstraction entre 1911 et 1912, avec ses séries Ordonnances sur verticales, Fugue à deux couleurs qui comprend les premières toiles non-figuratives présentées au public le 1er octobre 1912 au Salon d'automne (Amorpha,  fugue  à  deux couleurs, Narodni Galerie, Prague et Amorpha, chromatique chaude,  Musée Kampa, Malá Strana), puis Plans verticaux[32].
- Robert Delaunay, qui en 1912 se tourne vers l'orphisme et crée le simultanéisme, basé sur la loi du contraste simultané des couleurs avec ses séries de 1912-1913 des Fenêtres et des Formes circulaires.

Pour ces artistes, le passage de la figuration à l'abstraction s'est opéré progressivement entre les années 1910 et 1915, notamment en 1912. Mais le genre aura été bien préparé par l'évolution picturale générale de l'époque, qui aura fondé aussi le cubisme, le rayonnisme, le futurisme, etc., et même l'art conceptuel et les ready-made de Marcel Duchamp en 1913 : l'abstraction n'a pas été une révélation isolée, elle fait partie d'un contexte global extraordinairement créatif dans tous les arts. Les artistes impressionnistes, en particulier, avaient déjà produit des toiles quasi-abstraites, toutes adonnées à la lumière (par exemple dans certains tableaux de Bonnard, les personnages sont presque invisibles).
Parmi ces différentes évolutions, aujourd'hui encore, l'abstraction reste la plus mal acceptée par le public[réf. nécessaire], car un tel tableau ne « représente » rien, ce qui parfois choque le goût, les habitudes, la formation ; une œuvre abstraite doit en effet s'aborder dans un esprit différent des œuvres figuratives.

### L'art et le transcendantal
Vassily Kandinsky est l'un des artistes qui pourraient être considérés comme initiateurs de l'art abstrait. Ses œuvres du début des années 1910, à Munich, emploient un éventail impressionnant de couleurs et de techniques picturales. Dans les écrits de Kandinsky, celui-ci annonce clairement avoir abandonné les apparences dans l'espoir de pouvoir communiquer plus directement les sentiments au spectateur. Kandinsky considérait que les couleurs et les formes pouvaient communiquer des vérités spirituelles, cachées derrière les apparences quotidiennes et qui sont difficiles à décrire par les mots. Il voyait même une similitude entre la musique et la peinture, en 1912 il écrivait : 

« La couleur est le clavier. L'œil est le marteau. L'âme est le piano, avec ses nombreuses cordes. L'artiste est la main qui fait résolument vibrer l'âme au moyen de telle ou telle touche. »

En Russie, à la même époque, Kasimir Malevitch peignait des arrangements de formes abstraites qui semblent suspendues dans l'espace. Mais la géométrie rigide d'un tableau tel que Rectangle noir suprématiste contraste nettement avec l'aspect relâché des œuvres de Kandinsky, est l'indice qu'il a foi dans le progrès technique plutôt que dans un monde évoquant la nature. L'œuvre de Malevitch évolua en s'écartant du cubisme et du futurisme. Malevitch, comme Kandinsky, considérait les couleurs comme des sentiments et les peignait flottant à travers des surfaces blanches qui, pour lui, représentaient le «vide». Ses carrés et ses rectangles étaient de nouveaux symboles, en rupture avec les outils picturaux du passé. Mais ces symboles étaient emblématiques d'une nouvelle réalité spirituelle.
Malevitch qualifiait de « suprématiste » son type de peinture, ce qui signifie «dirigeant suprême ou absolu». Kandinsky et lui partageaient une grande foi dans la valeur d'un art nouveau et indépendant, ils partageaient aussi un intérêt pour les philosophies mystiques et aspiraient à découvrir des vérités universelles[réf. nécessaire].

### Fins et commencements
Malevitch prétendait avoir peint son premier Carré noir dès 1913. Il serait compréhensible d'interpréter ce rejet radical de la représentation comme la fin de la peinture, et pourtant, pour l'artiste, c'était un nouveau début. De fait, son art était un art radical dans une époque de changement radical en Russie, et de nombreux autres peintres se tournèrent vers l'abstraction à cette époque. La révolution de 1917 eut des conséquences dramatiques sur presque tous les aspects de la société russe, y compris les attitudes envers la culture. L'art, tel qu'il était compris dans les sociétés capitalistes occidentales, fut remis en question et les artistes, traditionnellement considérés comme des génies différents du reste de la société, se représentaient maintenant comme des « travailleurs ». L'art ne pouvait plus être un bien de luxe destiné aux riches, mais devait être utile, jouer un rôle intégré dans la construction de la nouvelle Russie soviétique.
Le Russe Alexandre Rodtchenko aurait sans doute été malheureux de voir son tableau « non-objectif » qualifié d'« œuvre d'art ». Ce travail ne fut pas conçu comme un objet de contemplation esthétique mais comme une exploration de la ligne et de l'espace qui pourrait avoir d'autres applications, par exemple en design ou en architecture.

### L'art abstrait ou la quête du «Rien»?
Selon Hegel en 1832 : « L’art doit donc se proposer une autre fin que l’imitation purement formelle de la nature ; dans tous les cas, l’imitation ne peut produire que des chefs-d’œuvre de technique, jamais des œuvres d’art. » Un art vraiment purifié s'identifierait donc avec le « Rien » ? 
On retrouve cette quête du « Rien » chez Kandinsky qui prend la forme d'un cheminement spirituel. L'idée hégélienne est bien présente dans son œuvre puisqu'elle participe au progrès de l'« Esprit » en exprimant notamment une volonté de transcendance. 
De même chez Mondrian où l’« Être » va s'identifier au « Rien ». Son néoplasticisme s'analyse en réalité comme une vaste opération de purification de l'esprit. Mais c'est Malévitch qui va pousser très loin la dialectique hégélienne : avec son Carré blanc sur fond blanc, il va dépasser les limites de l'abstraction.
Enfin Pollock va permettre le retour par éclipse de la présence de l’Être... il est là sans être là... mais cela n'annonce-t-il pas aussi la fin de l'abstraction elle-même ?

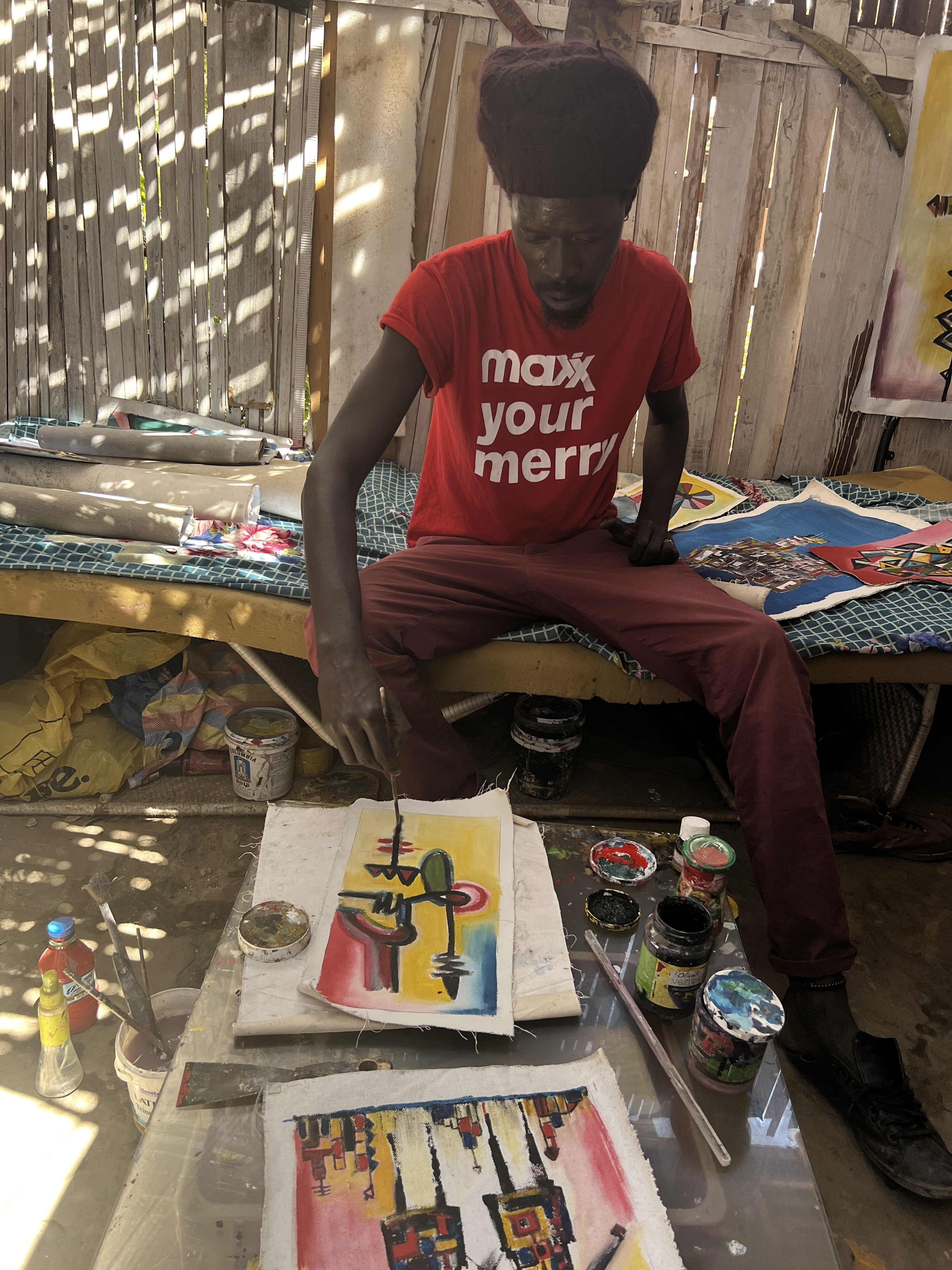
Artiste peintre sénégalais Sénégal

## Artistes du mouvement
Selon Michel Ragon, dans les années 1944-1955, les peintres et sculpteurs abstraits créateurs du mouvement étaient déjà morts : Vassily Kandinsky à Paris, Piet Mondrian à New York, Robert Delaunay en 1941, Sophie Taeuber-Arp en 1943, Paul Klee en 1940. 
Mais l'art abstrait, dans les années qui vont suivre, s'est peu à peu infiltré dans l'École de Paris, influençant les jeunes peintres comme Alfred Manessier, Pierre Tal Coat, Jean Bazaine, Gérald Collot, Marie Raymond et bien d'autres. La définition courante de l'art abstrait change, excluant strictement la figuration comprise comme toute allusion à un objet vu, « extrait de la nature ». Contre ces conceptions puristes, des artistes considérés comme abstraits sortent de la catégorie —  Manessier ou de Staël — ou la refusent— Rothko, Bazaine.
La liste ci-dessous, très incomplète, donne quelques noms qui ont laissé une œuvre importante, auxquels il faudrait ajouter des dizaines d'autres. Elle est donnée à titre indicatif : Paul Bellivier, Angel Alonso, Jean-Michel Atlan, Anna-Eva Bergman, Saloua Raouda Choucair, Jean-Michel Coulon, Robert Delaunay, Albert Gleizes, Hans Hartung, Georges Hot, Vassily Kandinsky, Paul Klee, František Kupka, Antón Lamazares, Alberto Magnelli, Kasimir Malevitch, Joan Miró, Piet Mondrian, Francis Picabia, Serge Poliakoff, Jackson Pollock, Jean-Paul Riopelle, Mark Rothko, Nicolas de Staël, Pierre Soulages, Marino di Teana, Vladimir Tatline, Xavier Zevaco.

## Arts incohérents
Sous le couvert de l'humour, le mouvement des Arts Incohérents avait produit dès les années 1880 des œuvres abstraites, dont le monochrome noir de Paul Bilhaud, puis l'album d'Alphonse Allais,,.